# 9911 Quantz
9911 Quantz è un asteroide della fascia principale. Scoperto nel 1973, presenta un'orbita caratterizzata da un semiasse maggiore pari a 2,3002784 UA e da un'eccentricità di 0,1453353, inclinata di 5,20690° rispetto all'eclittica.